# Pakeezah
Pour plus de détails, voir Fiche technique et Distribution.
Pakeezah (पाकीज़ा) est un mélodrame indien, réalisé par Kamal Amrohi, sorti en 1972,,.
Il raconte l'histoire de deux courtisanes, Nargis et sa fille Sahibjaan, que leur statut empêche de vivre une histoire d'amour heureuse.

## Synopsis
Nargis (Meena Kumari), courtisane répudiée par la famille de son mari, Shahab-ud-din, meurt après avoir donné naissance à sa fille Sahibjaan (Meena Kumari). Celle-ci, confiée à la sœur de Nargis, grandit dans une maison close, devenant une belle danseuse et chanteuse. Ainsi, le neveu de Shahab-ud-din, Salim Ahmed Khan (Raaj Kumar), tombe amoureux de Sahibjaan. Il la persuade alors de s'enfuir avec lui pour l'épouser. Mais pour ne pas ternir la réputation de celui qu'elle aime, elle refuse et reprend son ancienne activité. Salim se marie finalement avec une autre femme et, invitée à son mariage, Sahibjaan accepte de danser pour lui. Le secret de sa filiation est révélé au cours des festivités.

## Fiche technique
Sauf indication contraire, les informations mentionnées dans cette section peuvent être confirmées par la base de données cinématographiques IMDb,  présente dans la section « Liens externes ».
- Titre : Pakeezah
- Titre alternatif : Pakeezah, cœur pur
- Titre original :  पाकीज़ा (Pākīzā)
- Réalisation : Kamal Amrohi
- Scénario : Kamal Amrohi
- Direction artistique : N.B. Kulkarni
- Décors : S.D. Najaf
- Costumes : Meena Kumari
- Photographie : Josef Wirsching
- Montage : D.N. Pai
- Musique : Ghulam Mohammed et Naushad
- Paroles :  Kaifi Azmi, Majrooh Sultanpuri, Kamal Amrohi, Kaif Bhopali
- Production : Kamal Amrohi
- Sociétés de production : Mahal Pictures Pvt. Ltd., Sangeeta Enterprises
- Sociétés de distribution : Shemaroo Video Pvt. Ltd.
- Sociétés d'effets spéciaux : G.D. Art
- Pays d'origine :  Inde
- Langue : Hindi, ourdou
- Format : Couleurs (Eastmancolor) - 2,35:1 - DTS / Dolby Digital / SDDS - 35 mm
- Genre : Drame, mélodrame, musical, romance
- Durée : 126 minutes (2 h 06)
- Dates de sorties en salles : 
  -  Inde : 4 février 1972

## Distribution
- Ashok Kumar : Shahabuddin
- Meena Kumari : Nargis/Sahibjaan
- Raaj Kumar : Salim Ahmed Khan
- Veena : Nawabjaan
- Nadira : Madame Gauhar Jaan
- Kamal Kapoor : Nawab Zafar Ali Khan
- D.K. Sapru : Hakim Saab

## Autour du film

### Anecdotes
- La réalisation de Pakeezah s'étale sur plus de quinze ans. Le tournage est interrompu à la suite de la séparation de Kamal Amrohi et Meena Kumari et ne reprend que plusieurs années plus tard sur l'insistance de Sunil Dutt et Nargis.
- L'actrice Meena Kumari tomba gravement malade et fut doublée dans certaines scènes de danse, elle meurt quelques semaines après la sortie du film[5].

## Bande originale
Albums de Ghulam Mohammed et Naushad
Gunwaar
(1970) Tangewala
(1972)
La bande originale du film a été composée par Ghulam Mohammed et Naushad. Elle contient dix chansons, écrites par  Kaifi Azmi, Majrooh Sultanpuri, Kamal Amrohi et Kaif Bhopali.
| No  | Titre                        | Interprètes                    | Durée |
| --- | ---------------------------- | ------------------------------ | ----- |
| 1.  | Aaj Kaun Gali Gayo Shyam     | Parveen Sultana                | 2:28  |
| 2.  | Mora Saajan Sauten Ghar Jaye | Vani Jayaram                   | 2:29  |
| 3.  | Najariya Ki Mari             | Rajkumar                       | 2:18  |
| 4.  | Thare Rahiyo O Banke Yaar    | Lata Mangeshkar                | 5:53  |
| 5.  | Tire Nazar Dekhenge          | Lata Mangeshkar                | 3:59  |
| 6.  | Chalo Dildar Chalo           | Mohammed Rafi, Lata Mangeshkar | 3:37  |
| 7.  | Kaun Gali                    | Parveen Sultana                | 2:41  |
| 8.  | Inhin Logon Ne               | Lata Mangeshkar                | 3:41  |
| 9.  | Chalte Chalte Yun Hi Koi     | Lata Mangeshkar                | 5:53  |
| 10. | Mausam Hai Ashiqana          | Lata Mangeshkar                | 4:53  |

## Distinctions
| Année | Distinction                                 | Catégorie                     | Nom             | Résultat   |
| ----- | ------------------------------------------- | ----------------------------- | --------------- | ---------- |
| 1973  | Bengal Film Journalists' Association Awards | Prix spécial                  | Meena Kumari    | Lauréat    |
| 1973  | Filmfare Awards                             | Meilleur direction artistique | N.B. Kulkarni   | Lauréat    |
| 1973  | Filmfare Awards                             | Meilleur film                 | Pakeezah        | Nomination |
| 1973  | Filmfare Awards                             | Meilleur réalisateur          | Kamal Amrohi    | Nomination |
| 1973  | Filmfare Awards                             | Meilleure actrice             | Meena Kumari    | Nomination |
| 1973  | Filmfare Awards                             | Meilleure direction musicale  | Ghulam Mohammad | Nomination |